# Восточное соединение
Восточное соединение, Восточное партизанское соединение Крыма, Восточное соединение партизан Крыма — соединение Партизанского движения в Крыму во время Великой Отечественной войны заключительного периода борьбы, которое было сформировано в феврале 1944 года и действовало вплоть до освобождения Крыма в апреле 1944 года, сформировано последним, после Южного и Северного соединений. Состояло из 2-й и 3-й партизанских бригад (всего 8 отрядов общей численностью до 700 человек), каждая из которых по личному составу и вооружению примерно соответствовала стрелковому батальону без артиллерии. Действовало в восточной части Крымских гор, в лесах Судака и Старого Крыма и в районах вплоть до Феодосии. Командир соединения — Кузнецов В. С., комиссар — Мустафаев Р. Ш., начальник штаба — Качанов С. Д.
Формирование крупных соединений стало возможным в связи с ростом численности партизан в Крымских горах, отсечения осенью 1943 года на Сиваше и в Северной Таврии войск 17-й армии вермахта и румынских войск от основных сил и полное блокирование крымской группировки, усиления возможностей для воздушного снабжения партизан. Основной задачей соединения являлось содействие Красной армии в подготовке и проведении Крымской наступательной операции. Соединению ставились задачи разведки, нарушения транспортных коммуникаций и связи, в том числе и с выходами в степную часть Крыма, уничтожение малых гарнизонов врага, пропаганда и агитация среди советских граждан и среди противника, в особенно среди союзников Германии — румын и словаков, спасения населения и объектов хозяйства от уничтожения при отходе врага. После освобождения Крыма в конце апреля — мае соединение было расформировано, часть партизан была призвана в Красную армию, часть осталась на партийно-хозяйственной работе в Крыму.

## Формирование и состав
После Северного и Южного соединений 19 февраля 1944 года приказом №19 начальника Крымского штаба партизанского движения было создано Восточное соединение. В приказе говорилось: «Учитывая важность старокрымского и феодосийского районов, как прифронтовых участков в тылу противника, и в целях усиления боевой мощности партизанских подразделений в этих районах 2-ю и 3-ю отдельные партизанские бригады реорганизовать. Сформировать в районе действия 3-й партизанской бригады партизанское соединение в составе 2-й и 3-й бригад. Соединение впредь именовать Восточное соединение. Начальник Крымского штаба партизанского движения Булатов».
Были назначены командиром Восточного соединения Кузнецов В. С., комиссаром — Мустафаев Р. Ш., начальником штаба — Качанов С. Д., заместителем командира по разведке — Заболотный П. Ш., начальником тыла — Меркулов, начальником санитарной службы — Сухарев.

### Состав Восточного соединения
2-я партизанская бригада, командир Котельников Н. К., комиссар Каплун Т. Ф., начальник штаба — Ходосевич Е. П.
- 1-й отряд, командир Галич Н. Д.
- 2-й отряд, командир Косушко Д. Д.
- 3-й отряд, командир Беляев Михаил
- 4-й отряд, командир Кушнир Я. М.[4], комиссар Шевколенко

3-я партизанская бригада, командир Куликовский А. А., комиссар Колесников Д. А., начальник штаба Городивский В.
- 5-й отряд, 131 человек (бывший 8-й комсомольско-молодёжный отряд), командир Вахтин А. А., комиссар Ахметов Х. Р.
- 6-й отряд, 88 человек (бывший 7-й отряд), командир Коваленко Леонид Иванович, комиссар Пекарников Михаил Алексеевич
- 7-й отряд, 69 человек (бывший 11-й отряд), комиссар Чачхиани Александр Васильевич
- 8-й отряд, 101 человек (бывший 12-й отряд), командир Богданов И. Н., комиссар Вяликов Андрей Демович

Партизаны остальных отрядов и отдельных групп в районах ответственности соединения были направлены на пополнение 2-й и 3-й бригады.

## История боевых действий

### Операции на комуникациях противника
С образованием соединения действия партизан 2-й и 3-й бригад стали более интенсивными. Не прекратились и усилия карателей по исполнению приказа генерал-полковника Эрвина Йенеке об очистке прифронтовой зоны. «Противник, силой до дивизии 21 — 26 февраля 1944 года предпринял прочес леса» — доносил Кузнецов в штаб. 
1 марта 1944 года пришло приказание КШПД о переходе отрядов 2-й бригады в судакские леса («алдаровский НП»), переход совершили к 7 марта. 2 марта партизанами 8-го отряда 3-й бригады (командир Н. М. Безбородов) и подпольщиками совершен ряд диверсий на станции Сарыголь, взорвано 2 паровоза, 2 автомашины и электродизель.
4 марта партизаны 3-й бригады разгромили вражеский обоз в районе горы Кара-Бурун и взяли трофеи: 407 лошадей, 108 повозок, 76 винтовок, обмундирование и снаряжение. 10-13 марта 7-й отряд во главе с комиссаром Чачхиани на дороге Кизил-Таш — Аджибей разбил три вражеские заставы и колонну карателей, при этом 29 солдат и офицеров было убито, 43 ранено. 21 марта группа 4-го отряда 2-й бригады во главе с Поляковым на перегоне Ислам-Терек — Келечи взорвала 66 рельсов и вывела из строя 900 м железнодорожного полотна. 25 марта диверсионная группа 8-го отряда Третьей бригады на железнодорожной станции Сарыголь во главе с Безбородовым взорвала водонапорную башню, а группа Гончарова — мельницу. Спустя два дня, 27 марта на перегоне Владиславовка — Ислам-Терек группа Загнигадзе пустила под откос ещё один вражеский эшелон. Партизаны 2-й бригады переодевшись в румынскую форму, приехали на немецкой машине в расположение вражеского гарнизона и почти весь его истребили. Такими выходами и налетами Восточное соединение держало прифронтовую зону врага в напряжении.

### Налёт на гарнизон Старого Крыма 27 марта 1944 года
Значительным успехом соединения стал разгром вражеского гарнизона в Старом Крыму. На протяжении всей оккупации в Старом Крыму стоял сильный гарнизон с приданной лёгкой бронитехникой. Немецкое командование придавало этому пункту на стратегической дороге Симферополь-Керчь (ныне 35К-003) важное значение и опасалось партизан. Помимо строевых частей там находились основные карательные службы района: гестапо, полевая жандармерия, полиция, тюрьма. Операция по разгрому гарнизона была спланирована командованием соединения и успешно проведена 27 марта 1944 года.
По итогам боя вышел приказ начальника Крымского штаба партизанского движения 1 апреля 1944 года: «Придавая особое значение охране важной в стратегическом отношении шоссейной магистрали Симферополь-Феодосия-Керчь, немецкое командование расквартировало в г. Старый Крым и его пригороде усиленный гарнизон, численностью до 1300 солдат и офицеров. 27 марта 1944 г. шесть партизанских отрядов Восточного соединения произвели дерзкий внезапный налет на гарнизон противника, расположенный в г. Старый Крым и его пригороде Болгарщина. В условиях правильной организации налета, умелого манёвра и решительных боевых действий отрядами Восточного соединения разгромлен вражеский гарнизон и уничтожено: два средних танка, 16 автомашин, склад с вооружением и боеприпасами, разбито здание полиции, почты, разрушен один дот. Уничтожена охрана тюрьмы и освобождено 46 человек политзаключенных, из коих 21 были предназначены к повешению на 27 марта с. г. Захвачено много продовольствия, вооружения и другие трофеи, убито более 200 солдат и офицеров противника, ранено 90. В налете особенно отличились: партизанский отряд № 5, командир Вахтин, комиссар Ахметов, партизанский отряд № 4, командир Кушнир, комиссар Шевколенко и группа т. Исаева.
1. За умелую организацию и правильное руководство боевой операцией по разгрому вражеского гарнизона в г. Старый Крым командиру Восточного соединения т. Кузнецову и комиссару т. Мустафаеву объявляю благодарность.
2. За отличные боевые действия в разгроме гарнизона противника в г. Старый Крым объявляю благодарность всему личному составу, участвовавшему в этой операции.
3. Настоящий приказ объявить личному составу всех соединений, бригад, отрядов.
Начальник Крымского штаба партизанского движения Булатов». (Партархив Крымского обкома КП Украины ф. 151, оп. 1, д. 78, л. 31).
В приказе по соединению Кузнецов В. С. объявил благодарность отличившимся бойцам и командирам. Среди бойцов отмечены разведчики 5-го отряда Косенко Павел и Периотти Борис, выведшие отряд в центр города, среди командиров — командир 5-го отряда Алексей Вахтин. Для подведения итогов боя во всех отрядах 3-й и 2-й бригад соединения были проведены партийные и комсомольские собрания. На собрании 5-го комсомольско-молодежного отряда было принято постановление о присвоении отряду имени Ленинского комсомола, командованием это постановление было утверждено. 5-й отряд стал именоваться — комсомольско-молодежный отряд имени Ленинского комсомола.
28 марта 1944 года после нападения на город Старый Крым противник, собрав всех полицейских из ближайших районов и жандармерию, начал прочёс леса. Шел сильный снег. Противник прошел в 800 метрах от лагеря, но партизан не нашёл, обморозившись и не имея успеха, 29 марта каратели ушли на место дислокации.  
«Для пользы службы» 7-й отряд из 3-й бригады был передан в 2-ю бригаду, а 1-й отряд из 2-й бригады был передан в 3-ю бригаду.
Противник в конце марта усилил прочёсы. Командир соединения доносил штабу: «Противник силой до дивизии предпринял прочес леса… С 3-го по 7-е апреля противник снова проводил прочес леса… Общая численность 2000—2500 человек. Основная задача: сковывание наших отрядов на путях выхода из леса. Кузнецов». (Партархив Крымского обкома КП Украины, ф. 151 ед.хр. 249, л. 93, 173).

### Освобождение Старого Крыма
Приказом командира Отдельной Приморской армии № 0278 от 8 апреля 1944 года были определены задачи партизан Крыма: «Захват отдельных участков… устройством завалов и засад воспрепятствовать движению (противника) по дорогам… Нарушение проводной связи…». В соответствии с этим приказом первым заслоном на пути отступающей керченской группировки противника должны стать партизаны Восточного соединения. В районе Изюмовки, восточнее Старого Крыма, должно было перерезано феодосийское шоссе. Затем планировалось взятие Старого Крыма, чтобы закрыть важнейший для немцев проход через город. На тот момент в Восточном соединении насчитывалось 687 личного состава, на вооружении которого было винтовок — 530, автоматов — 171, станковых пулеметов — 2, ручных пулеметов — 21, птр — 3, минометов 50 мм — 2, пистолетов — 60. Для выполнения приказа командования Отдельной Приморской армии отряды соединения сосредоточились на высотах, в двух километрах юго-восточнее Старого Крыма.
В ночь 11 апреля отряды 3-й бригады во главе с Куликовским А. А. заняли деревню Изюмовка, был разгромлен румынский батальон, а партизанами 5-го комсомольско-молодежного отряда Вахтина захвачена батарея 76-мм орудий вместе с румынскими артиллеристами. Закрепившись во дворах и оседлав шоссе, партизаны бригады с 5.00 утра перекрыли дорогу, подпуская колонны и в упор расстреливали их. Движение на шоссе было приостановлено на 3 часа 30 минут. С 8.30 этого же дня 3-ю бригаду сменила 2-я во главе с Котельниковым Н. К. Движение на дороге снова было перекрыто на 2 часа 30 минут. С 12.00 отрядами обеих бригад был занят Старый Крым и перекрыта дорога Феодосия-Симферополь через него. Оставив в городе заслон из 35 партизан, отряды 3-й бригады основными силами стали действовать на шоссе Старый Крым-Изюмовка, а отряды 2-й бригады — на дороге Изюмовка-Карагоз.
Чтобы восстановить движение, немцы бросили против партизан крупные силы. 12 апреля 1944 года они автоматчиками на 37 автомашинах при поддержке 12 танков (еще три присоединились позднее), атаковали партизан. Партизан оттеснили от шоссе и движение врага по дороге возобновилось. Тогда командир соединения приказал ударить по немцам из пушек, захваченных отрядом Вахтина. По его приказу отряд № 4 Кушнира и отряд № 7 во главе с комиссаром Чачхиани, находившиеся в резерве, ударили во фланг вражеской колонны, разорвав её. Машины остановились, подбитая техника создала пробку. Немцы, отстреливаясь, отступили в поле.
К вечеру 12 апреля в Старый Крым с запада подошли немецкие танки. Потеснив заслон 3-й бригады и заняв улицы Северную, Армянскую и Сулу-Дора, противник в упор стал бить по домам из пушек, чинить расправу над населением, убивая женщин и детей. Партизанский же заслон на востоке продержался на шоссе с 12 на 13 апреля всю ночь. Не выдержав удара Приморской армии и встречного партизанского огня, отходящие от Керчи части противника были вынуждены оставить основную шоссейную магистраль Феодосия-Симферополь и передвигаться обходным путем на Цюрихталь (ныне Золотое поле), где попадали под удары советской штурмовой авиации.
Рано утром 13 апреля с востока первыми вошли в город разведчики 9-й отдельной Керченской моторизованной разведроты. В донесении командира разведроты капитана С. Г. Тохтамыша значится: «В 21 час был получен приказ преследовать отходящие части противника по дороге, ведущей в Старый Крым. Выделили головной дозор в составе трех бронемашин, трех „виллисов“ с автоматчиками и двух мотоциклов для связи. На рассвете 13 апреля командир дозора лейтенант Курапов доложил, что противник находится в городе, ведет бой с партизанами. Командир роты принял решение: ворваться в Старый Крым с взводом автоматчиков при поддержке бронемашин и батареи. После полуторачасового боя во взаимодействии с партизанами город был взят. Захвачено до ста немецких солдат и офицеров, шесть танков, 31 автомашина, три тягача, до десяти тракторов, подводы, лошади и разное имущество. Уничтожено 50 немецких солдат и офицеров. Потери роты: подбита одна бронемашина, два человека ранены».
Жителей Старого Крыма тогда не узнали имен своих освободителей, разведрота продолжила преследование, а спустя 30 лет, С. Г. Тохтамыш с группой разведчиков роты приехали на празднование освобождения города 13 апреля 1974 года.
В 11 часов 13 апреля в Старый Крым вошли танки и моторизированные войска отдельной Приморской армии - 227-й стрелковой дивизии, 257-го отдельного танкового полка. Открылись картины уничтожения противником населения. Всего было обнаружено 584 жертвы, среди которых 200 детей.
14 апреля партизанами соединения было собрано около 1500 пленных разного сорта: румыны, немцы, татарские добровольцы. 15 апреля 1944 проездом через Старый Крым следовал К. Е. Ворошилов, он побеседовал с группой партизан и похвалил за боевую деятельность. «Молодцы, партизаны, видел на дороге вашу работу!» После обеда прошли торжественные похороны партизана 5-го отряда Л. Косенко. Проводилась киносъемка отдельных кадров к фильму «Возвращение». Партизан сняли на фоне идущей колонны пленных. Группа из 7-го отряда повела не менее 2000 пленных через деревню Султановку. Вечером привели новую партию пленных, не менее тысячи.
После освобождения Крыма в конце апреля — мае соединение было расформировано, часть партизан была призвана в Красную армию, часть осталась на партийно-хозяйственной работе в Крыму.

### Результаты боевой деятельности и оценка командования
Подводя итоги 2-х дневных освободительных боёв Восточного соединения на шоссейной магистрали Феодосия-Старый Крым-Симферополь командир соединения В. С. Кузнецов в отчёте указывал: «…противник потерял только убитыми 798 солдат и офицеров, уничтожено орудий 76 мм — 5, тракторов — 3, прицепов — 2, мотоциклов — 7, бронемашин — 1, автомашин грузовых — 120, автобусов штабных — 2, лошадей — 141, подвод — 70, автомашин легковых — 4, тягачей — 2, танков — 3. Захвачено пленных 1167 солдат и офицеров, среди которых немцев — 188, румын — 443, добровольцев — 246. Среди них: полковник — 1, подполковников — 2, офицеров . 16, лошадей захвачено — 98, автомашин — 15. Во время боя на шоссейной магистрали диверсионная группа 2-й бригады во главе с Шарко и Сералидзе на мысе Меганом уничтожила радиолокализационный пункт. Диверсионная группа 3-й бригады во главе Мухамеда Челнокова на шоссе Карасубазар — Сейтлер взорвала 12 метровый мост на каменных устоях. В освободительных боях за Крым особо отличились 5-й отряд, где командир т. Вахтин, 4-й отряд — командир т. Кушнир, 8-й отряд — т. Переославский и отряд № 7 под командованием комиссара Чачхиани».
«Бои партизанских соединений с крупными частями противника — отмечалось в приказе Крымского партизанского штаба, — войдут в страницы истории борьбы за Крым, как яркий пример сознательного мужества и героизма партизан» (Партархив Крымского обкома КП Украины ф. 151, ед.хр. 1 «В», л.л. 52-54).
Представитель Ставки маршал Василевский А. М. писал о ходе Крымской наступательной операции: «Огромную и активную помощь советским войскам на протяжении всей операции оказывали крымские партизаны».

## Память
В мемориале Танк-памятник освободителям Симферополя —  памятнике Великой Отечественной войны, установленном в 1944 году в Симферополе в Пионерском парке (ныне сквер Победы) в честь освободителей города  Объект культурного наследия народов РФ регионального значения. Рег. № 911710892560005 (ЕГРОКН) который после реконструкции посвящен всем освободителям Крыма, одна из плит посвящена трем соединениям партизан Крыма. 
В городе Старый Крым в сквере установлен памятник партизанам Восточного соединения и, в частности, 3-й бригады А. А. Куликовского  Объект культурного наследия народов РФ регионального значения. Рег. № 911720955800005 (ЕГРОКН). На лицевой стороне обелиска выполнена мемориальная надпись: «Апрель 1944. Ваши имена будут вечно жить в сердцах советских людей», на тыльной стороне обелиска выполнена надпись: «Спите спокойно. Славные. Храбрые. Дети великой Советской страны. Вас не забудут жители города. В памяти нашей Вы вечно живы». В торжественные дни к нему возлагаются венки.